# Sikkimiana
Sikkimiana är ett släkte av insekter. Sikkimiana ingår i familjen gräshoppor.
Kladogram enligt Catalogue of Life:
| Sikkimiana | \| \| Sikkimiana darjeelingensis \| \| \| \| \| \| Sikkimiana jinzhongshanensis \| \| \| \| \| \| Sikkimiana sukhadae \| \| \| \| |
|            | \| \| Sikkimiana darjeelingensis \| \| \| \| \| \| Sikkimiana jinzhongshanensis \| \| \| \| \| \| Sikkimiana sukhadae \| \| \| \| |
|            | Sikkimiana darjeelingensis |
|            | |
|            | Sikkimiana jinzhongshanensis |
|            | |
|            | Sikkimiana sukhadae |
|            | |